# Hotchkiss Serie 400
La  Serie 400 era una famiglia di autovetture di fascia alta prodotta tra il 1933 ed il 1937 dalla Casa automobilistica franco-statunitense Hotchkiss.

## Profilo
La Serie 400 introdotta nel 1933 era stata pensata per uniformare sotto un'unica serie i diversi modelli Hotchkiss con caratteristiche simili che negli anni precedenti si erano avvicendati. Si parla per esempio delle AM e AM2.
Più in generale, la Serie 400 raggruppa tutti i nuovi modelli Hotchkiss con motore a 4 cilindri. Questa nuova gamma utilizzava infatti telai e componenti meccaniche direttamente derivate dai modelli a quattro cilindri degli anni precedenti.
Nel 1933 debuttarono quindi i modelli 411, 412 e 413, denominazioni in cui la prima cifra indicava il numero di cilindri del motore, mentre le altre due indicavano i cavalli fiscali.
La 411 era equipaggiata da un 4 cilindri da 2010 cm³ di cilindrata con distribuzione a valvole in testa, in grado di erogare una potenza massima di 50 CV a 3000 giri/min. Tale motore derivava direttamente dal 6 cilindri da 3 litri montato sulle prime Hotchkiss AM80 e privato di due cilindri. Il cambio era manuale a 4 marce.
La velocità massima era di 110 km/h.
La 413 montava invece un motore analogo, ma rialesato, in modo da ottenere una cilindrata di 2324 cm³. La potenza massima era di 58 CV e la velocità massima era di 123 km/h.
La 412 invece montava un propulsore a 4 cilindri da 2413 cm³, quindi più grande di quello della 413, ma in questo caso veniva depotenziato sensibilmente fino a 55 CV. Tale propulsore- fu già montato sulle Hotchkiss AM del decennio precedente.
Nel 1934, la 413 fu ribattezzata 411 S. La 413 ritornerà nel 1935, quando verrà riaggiornata la gamma. La 412 verrà in quell'occasione tolta di produzione: rimarranno solo la 413 e la 411, che verranno proposte anche in configurazione cabriolet.
All'inizio del 1936, le 411 e 413 vengono ribattezzate come 480 e 486, denominazioni scelte secondo un nuovo criterio: ferma restando la cifra iniziale indicante il numero di cilindri, le altre due indicavano l'alesaggio di ogni cilindro espresso in mm.
Alla fine dello stesso anno, le Hotchkiss 480 e 486 vengono tolte di produzione per essere sostituite dalla 864, dalle caratteristiche analoghe.